# Ibititá
Ibititá é um município brasileiro do estado da Bahia.